# Velika sekunda
Velika sekunda, tudi celi ton je eden od treh pogosto uporabljanih  intervalov z obsegom dveh stopenj diatonične lestvice, ostala dva sta mala sekunda, ki je za polton manjša, in zvečana sekunda, ki ima za polton večji obseg. Okrajšava za veliko sekundo je v2, njena inverzija pa je mala septima. Pojavlja se med prvo in drugo stopnjo durove lestvice.
Pri naravni uglasitvi velika sekunda ustreza najmanj dvema frekvenčnima razmerjema: 9/8 (veliki ton) in 10/9 (mali ton), ki se razlikujeta v sintonični komi. Pri temperirani uglasitvi sta ta dva intervala predstavljena kot isti interval. 
Velika sekunda je obravnavana kot eden najbolj disonantnih intervalov diatonične lestvice.